# Добровінський Олександр Андрійович
Олександр Андрійович Добровінський (25 вересня 1954, Москва) — російський адвокат, керуючий партнер московської колегії адвокатів «Олександр Добровінський і партнери». Кандидат юридичних наук.
За даними Інтерфаксу, відомий участю в резонансних кримінальних і цивільних справах великих бізнесменів, представників світу політики, шоу-бізнесу, спорту та мистецтва. Зокрема, представляв інтереси Ф. Б. Кіркорова, Р. С. Байсарова, А. А. Мордашова, Б. А. Березовського, В. Слуцкера та інших публічних персон.
Переможець конкурсу «Лідер року» у номінації «Кращий адвокат Росії 2003 року».
Президент Московського гольф-клубу. У 2002 році був чемпіоном Росії з гольфу.

## Біографія
Народився в 1954 році в Москві. Рано втратив батька — Абрама Олександровича Добровінського. У 14 років Олександра усиновив вітчим Андрій Богданович Айвазьянц, три роки підліток носив його прізвище. Після повноліття повернув собі прізвище батька, прийняв по батькові вітчима, і з 1972 року в документах іменується як Олександр Андрійович Добровінський. Любов до мистецтва онукові передав дід по матері Рубен Борисович Кусіков, знавець і цінитель живопису, молодший брат поета Олександра Кусікова, учасника «Ордена імажиністів» — поряд з Єсеніним і Марієнгофом.
З 1972 по 1975 рік навчався на економічному факультеті Вдіку, але не закінчив його.
У 1976 році Олександр поїхав у Париж, де жила його мама Люсі Рубенівна, француженка вірменського походження.
Працював офіціантом, був власником паризького ресторану російської кухні «Регаль». Через три роки виїхав до США, де прослухав курс юриспруденції при юридичному факультеті Університету Пейса. Однак, юридичне навчання в Америці не закінчив. Працював асистентом у юридичній фірмі, таксистом, щоб оплачувати навчання.
У 2001 році в Волгоградської академії МВС Росії під науковим керівництвом доктора юридичних наук, професора С. А. Комарова захистив дисертацію на здобуття наукового ступеня кандидата юридичних наук за темою «Право, як соціокультурне явище розвитку цивілізації». Офіційні опоненти — доктор юридичних наук, професор Т. Н. Радько і доктор юридичних наук, професор А. Р. Хабібулін. Провідна організація — Московський військовий інститут Федеральної прикордонної служби Росії.
Дружина Марина працює лікарем-стоматологом, у подружжя укладено шлюбний контракт. Є дві дочки.

## Адвокатська та підприємницька діяльність
З 1988 року почав регулярно приїжджати в СРСР. В Росію повернувся на початку 1990-х років. Екстерном отримав диплом юриста і в 1992 році відкрив своє перше адвокатське бюро. Спеціалізувався на корпоративному праві, а також на шлюборозлучних процесах.
Першу популярність Добровінському принесла скандальна історія зі швейцарською фірмою «Noga», що  намагалася відсудити у Російській Федерації борги за поставлене продовольство і загрожувала арештом майна держави .
Протягом декількох років представляв інтереси опонентів ЮКОСа, які боролися за активи Східної нафтової компанії.
Брав участь у процесах по розділу майна в ході розлучень підприємця Л. Чорного в 1999 році, власника «Сєвєрсталі» А. Мордашова в 2001 році.
У 2007 році представляв інтереси головного редактора російської версії журналу Forbes М. Кашулинського у справі за позовом компанії Інтеко, власником якої була дружина тодішнього мера Москви Ю. Лужкова Е. Батурина.
У березні 2008 року в Московському міському суді на заочному процесі за обвинуваченням колишнього акціонера Юкосу Леоніда Невзліна в організації вбивств і замахів Добровінський виступив з компрометуючими показаннями проти обвинуваченого.
У 2009 році представляв інтереси бізнесмена Р. Байсарова, колишнього фактичного чоловіка К. Е. Орбакайте у їх конфлікті з-за сина Дені.

У 2010 році представляв інтереси Ф. Кіркорова, якого звинувачували у побитті помічника режисера М. Яблокової.
Далеко не у всіх суперечках Добровінський виступав на стороні публічних персон. Так, в липні 2011 року він представляв інтереси фотокореспондента газети «Комсомольская правда» Е. Гусєвої, направив в поліцію заяву з вимогою порушити кримінальну справу проти співака Валерія Меладзе за обвинуваченням у побитті журналістки.
У 2012 році колегія адвокатів Добровінського відкрила філію в Лондоні, яка обслуговуває клієнтів, які мають ділові та особисті інтереси у Великій Британії.
Переможець відкритого щорічного Всеросійського конкурсу «Лідер року» у номінації «Кращий адвокат Росії 2003 року».
Колишній голова ради директорів компанії «Арбат Престиж».
У березні 2013 року був призначений головою правління компанії Potok, а місяцем пізніше став співвласником банку «Пушкіно».

## Громадська діяльність
Добровінський — чемпіон Росії з гольфу (2002). Президент Московського заміського гольф-клубу.
Відомий як колекціонер. Найбільша у світі приватна колекція радянської порцеляни, що належить Добровінському, виставлялася в Пушкінському музеї, де зайняла п'ять залів. Кілька разів міняв квартири заради зручною експозиції цієї колекції. Зібрав колекцію лакованих скриньок із зображенням революційних мініатюр, а також фотографій і картин першої половини XX століття. Збирав тибетський іконопис XVII—XVIII століття, аксесуари для куріння сигар.
У 2014 році Добровінський купив частину ділянки дачі, що раніше належала Любові Орловій та Григорію Александрову, а також особистий архів актриси.
Вільно володіє англійською та французькою мовами. Автор більше десяти наукових праць з юриспруденції. Кандидат юридичних наук.
З 2012 року веде передачу «Йога для мізків» на радіостанції «Срібний дощ». Веде авторську колонку в журналі Tatler.
Знявся в декількох художніх фільмах (наприклад, «Короткі хвилі»).

## Наукова діяльність
1. Добровінський A. A. Актуальні питання співвідношення моралі та права // Право і економіка. М.: МНЭПУ. 2000 - 1 п.л. Автореферат дисертації на здобуття наукового ступеня кандидата юридичних нук Добровінського А.А. [Архівовано 7 грудня 2019 у Wayback Machine.]
2. Добровінський A. A. Актуальні питання праворозуміння // Проблеми права. М.: РДГУ. 2000. - 0,75 п.л.Там же [Архівовано 7 грудня 2019 у Wayback Machine.]
3. Добровінський А. А. Джерела права // Збірник наукових праць аспірантів видавництва "Супутник". М. 2000. - 1 п.л.Там же [Архівовано 7 грудня 2019 у Wayback Machine.]
4. Добровінський A. A. Основні питання поняття, змісту і типізації сучасних правових систем // Політика. Влада. Право. / Під ред. С. А. Комарова. Вип. III. СПБ.: Видавництво Юридичного інституту. 2001. - 0,75 п.л.Там же [Архівовано 7 грудня 2019 у Wayback Machine.]
5. Добровінський А. А. Право як соціокультурне явище розвитку цивілізації : дисертація ... кандидата юридичних наук : 12.00.01. - Коломна, 2001. - 205 с.Електронний каталог РДБ [Архівовано 10 грудня 2016 у Wayback Machine.]

## Скандали
30 вересня 2013 року Центробанк у зв'язку з неодноразовим порушенням федеральних законів відкликав ліцензію у банку «Пушкіно», власником 19-відсоткового пакета акцій якого є Добровінський.